# Mika Katsumura
Mika Katsumura (勝村 美香 Katsumura Mika?) (Mito, Ibaraki; 31 de mayo de 1980) es una actriz japonesa, siendo conocida por su rol de Yuri y Time Pink en la serie Super Sentai Mirai Sentai Timeranger; aunque su debut aunque breve, en las series del género tokusatsu lo inició a temprana edad en la serie Jikuu Senshi Spielvan.

## Carrera
Mika comenzó sus actividades teatrales en un local en Tokio después de graduarse como júnior en la escuela secundaria. En 1997, con el nombre artístico Chise Okuyama (奥山 千世 Okuyama Chise?), debutó en la película Bounce Ko Gals. Después de medio año, Mika regresó a su ciudad natal y luego regresó con su nombre actual, trabajando como actriz. Apareció en la serie Super Sentai Mirai Sentai Timeranger y en el programa de variedades Men B.
En el 2001, Mika participó en la película de producción propia Enji-ya, que se publicó ese año. Coprotagonizó con los actores de Timeranger Masahiro Kuranuki y Shinji Kasahara.
En mayo del 2007, Mika comenzó su propio blog, otro para reflexionar sobre su hija, pero también para mostrar su disposición a sus actividades de entretenimiento.
En octubre del 2008, volvió a realizar actividades de actuación mientras pertenecía a su nueva agencia, Asterisk.
En 2014, Mika dejó Asterisk y se retiró definitivamente de la actuación, volviendo a una vida muy privada (parecida al de la también ex-actriz Youko Nakamura) y ya no aparece en eventos públicos, inclusive no asistió a la boda de su compañero de Timeranger Masaru Nagai, (Los actores quienes hicieron a Sion, Ayase y Domon asistieron).

## Vida personal
El 17 de enero de 2006, Mika se casó con el actor Yūsuke Tomoi y el 7 de agosto del mismo año, dio a luz a una niña. Tuvo una licencia por maternidad después de su anuncio de matrimonio el 31 de marzo de 2007; dejó su agencia Versatile Entertainment para concentrarse en el cuidado de su hija.
La pareja luego se separó en junio del 2008 y anunció su divorcio en agosto de 2008, debido a múltiples demandas de violacion por parte de Mika. Posteriormente Mika obtuvo la custodia de su hija.

## Filmografía

### Series TV
- Jikuu Senshi Spielvan (1986): Diana de niña (episodios 1 y 2)
- Mirai Sentai Timeranger (2000): Yuri/Time Pink
- Kamen Rider 555 (2003): Chie Morishita (episodios de 1 al 3)

### Películas
- Bounce Ko Gals (1997)
- Mirai Sentai Timeranger vs. GoGoFive (2000): Yuri/Time Pink
- Enji-ya (2001-2003): Haruka Akiyoshi
- Deadly Outlaw: Rekka (2002)
- Ultra Seven 35th Anniversary: EVOLUTION (2002): Yuki Kisaragi
- Heat (2003): Shinko Park